# Эбеновые
Эбе́новые, или Чернодревесные (лат. Ebenaceae), — семейство двудольных растений, входящее в порядок Верескоцветные, включающее в себя три рода и около 770 видов деревьев и кустарников.
Название семейства образовано от названия рода Эбенус (Ebenus), которое считается синонимом действительного названия рода Хурма (Diospyros).

## Биологическое описание
Большей частью это вечнозелёные растения, распространённые в тропических и субтропических областях; имеется несколько листопадных видов, растущих в умеренном климате.
Листья обычно очередные цельнокрайные.
Цветки правильные 3—7-членные, часто однополые.
Для семейства характерно наличие постоянной чашечки на ягодовидных плодах.

## Использование
Многие виды эбеновых дают ценную древесину, так называемое эбеновое или чёрное дерево.
Плоды некоторых представителей семейства съедобны: Хурма восточная, Хурма кавказская, Хурма виргинская, Маболо, Чёрная сапота.

## Роды
Подавляющее большинство видов (450—500) относятся к роду Хурма (Diospyros), имеющему пантропическое распространение с наибольшим разнообразием в Индомалайской области.
Второй род семейства, Эвклея (Euclea), включает в себя около 20 видов, распространённых в Африке, на Сейшельских островах и Аравийском полуострове.
Результаты последних исследований в рамках APG помещают в семейство Ebenaceae третий род Lissocarpa, который считается близкородственным роду Diospyros.
- Diospyros L. — Хурма, или Диоспирос
- Euclea L. — Эвклея, или Эвклеа, или Эуклея
- Lissocarpa Benth.